# Tertulia de pulquería
Tertulia de pulquería es una pintura de 1851 de José Agustín Arrieta, caracterizada por su contenido de índole popular. La pintura posee una escena costumbrista, que es un ejemplo de una construcción visual de  “la clase peligrosa”. Arrieta solía pintar  grupos  mexicanos, así como  las costumbres de la vida cotidiana en Puebla del siglo XIX.

## La obra
Tertulia de pulquería es una de las pinturas más famosas de Arrieta, un óleo sobre tela, que desde el 2005 pertenece a la colección Andrés Blaisten. La obra esta firmada y fechada en 1851. Arrieta fue alumno y después profesor de la Academia de las Bellas Artes de Puebla.

### Descripción
En el lienzo el pintor representó una escena agitada, en el cual sobresale el juego de miradas. Hay seis hombres y una mujer, identificada como una “china poblana”, en el interior de una fonda o pulquería poblana. Estos personajes están discutiendo alrededor de una mesa en la que hay dos vasos de pulque, uno blanco y otro curado, un plato de cerámica con “pellizcadas” (comida típica de Puebla).
Algo que destaca en el cuadro son los impresos políticos, la prensa, que son el tema de la discusión de los personajes, porque tres hombres los llevan en las manos, y otro más esta sobre la mesa bajo la mano de la mujer. Los títulos de estos impresos son: “El Maquinista”, “El Mite” y “La Mogiganga Puebla 1° Mayo REMITIDO”. Estos tres nombres se refieren a tres diarios nuevos que habían empezado a publicarse en la ciudad de Puebla, los dos primeros estaban destinados a asuntos teatrales y el tercero solo se iba a ocupar de hablar de la clase privilegiada ,es decir del clero.
El pintor asignó una doble cualidad en los periódicos, las ilustraciones y los nombres de El Maquinista, El Mite y La Mogiganga Puebla 1° Mayo REMITIDO, que implica accesibilidad al espectador. El pintor quiso mostrar los ideales, ya que en ese tiempo los combates de ideas se manifestaban a través de los impresos: periódicos, folletos, panfletos etc., ya que la libertad de imprenta se había hecho un derecho para los mexicanos. En el caso de Puebla, los bandos de conservadores y puros entablaban varias disputas durante meses. Según Rojas Rendón (2017), Tertulia de pulquería puede leerse como un discurso visual contra los abusos de la libertad de imprenta.
Laurence Coudarte señala que las publicaciones en los impresos son populares y efímeras, de las que no han sobrevivido ejemplares, quizás sean hojas sueltas, que se ocupan de temas sensacionales del momento, por eso la iconografía fue fundamental en la construcción de pensamientos imaginarios y de esta manera fueron atractivos para los públicos populares.

### Problemática de la obra
Ha habido poco interés histórico sobre este cuadro por la realidad que refleja la pintura. Una de las visiones que predominan en el discurso historiográfico es la que señala a este cuadro como lo representativo de lo “mexicano” dejando a un lado su análisis desde el ámbito donde fue realizado.